# Rasa de Font Salada
La Rasa de Font Salada és un torrent afluent per la dreta del Cardener el curs del qual transcorre pels termes municipals de Clariana de Cardener i Riner, ambdós al Solsonès.

## Municipis per on passa
Des del seu naixement, la Rasa de Font Salada passa successivament pels següents termes municipals.
|                                                     | Longitud (en m.) | % del recorregut |
| --------------------------------------------------- | ---------------- | ---------------- |
| Per l'interior del municipi de Clariana de Cardener | 1.098            | 61,62%           |
| Fent de frontera entre Clariana de Cardener i Riner | 450              | 25,25%           |
| Per l'interior del municipi de Riner                | 234              | 13,13%           |

## Xarxa hidrogràfica
La xarxa hidrogràfica de la Rasa de Font Salada està integrada per 7 cursos fluvials que sumen una longitud total de 3.887 m.